# Carrier Strike Group 8
Le Carrier Strike Group Eight, abrégé CSG-8 ou CARSTRKGRU 8, est l'un des 6 groupes aéronavals de l'U.S. Navy affecté à la Flotte Atlantique. Il est basé à  Norfolk. Il est rattaché administrativement à la 2e Flotte (Atlantique Ouest) et ses déploiements opérationnels se font au profit de la 6e flotte (mer Méditerranée) et de la  5e flotte (Golfe Arabo-Persique et océan Indien) flottes. La désignation de Carrier Strike Group date de 2004.

## Composition du CSG-8

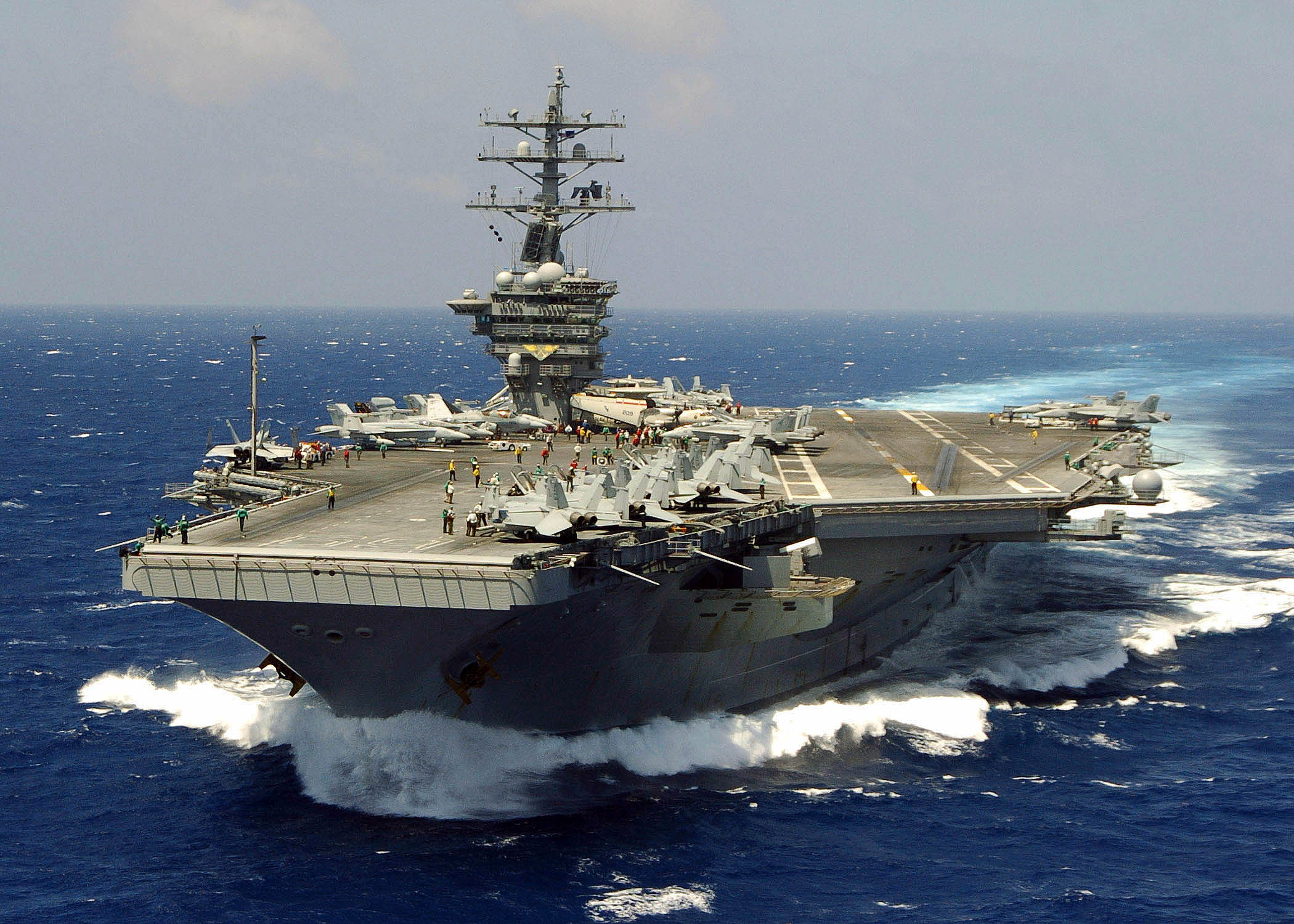
Le porte-aéronefs USS Eisenhower, dans l'océan Atlantique (2006).

### 2006-2007
Déploiement du 3 octobre 2006 jusqu'en avril 2007,:
- USS Dwight D. Eisenhower (CVN-69), navire-amiral
- Carrier Air Wing Seven (CVW-7)
- USS Anzio (CG-68)
- USS Ramage (DDG-61)
- USS Mason (DDG-87)
- USS Newport News (SSN-750)

### 2009

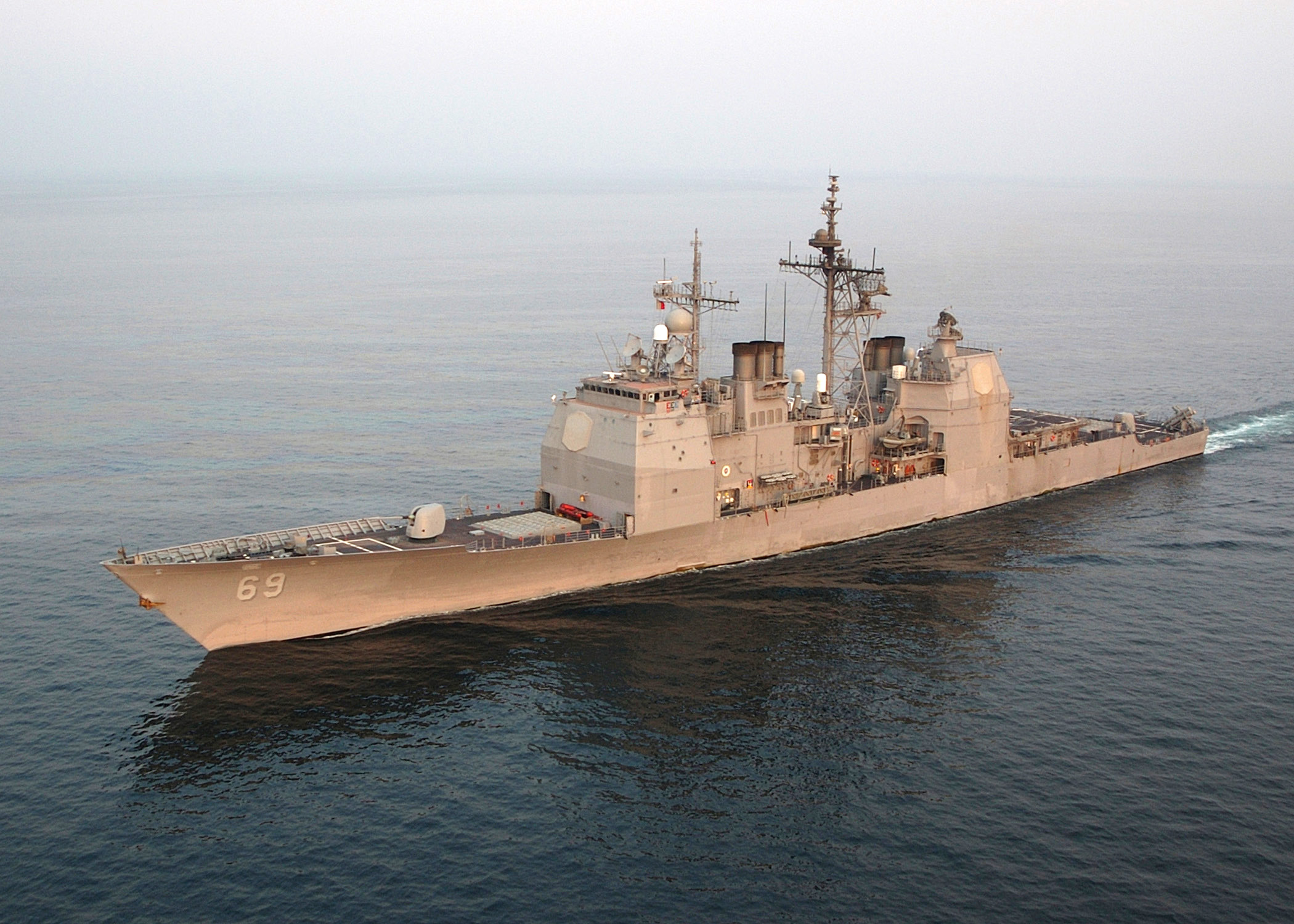
USS Vicksburg (CG-69).

Déploiement du 21 février 2009 au 30 juillet 2009:
- USS Dwight D. Eisenhower (CVN-69), navire-amiral
- Carrier Air Wing Seven (CVW-7)
- USS Vicksburg (CG-69)
- USS Gettysburg (CG-64)
- USS Bainbridge (DDG-96)
- USS Halyburton (FFG-40)
- USS Scranton (SSN-756)
- USNS Big Horn (T-AO-198)
- USNS Sacagawea (T-AKE-2)

### 2010

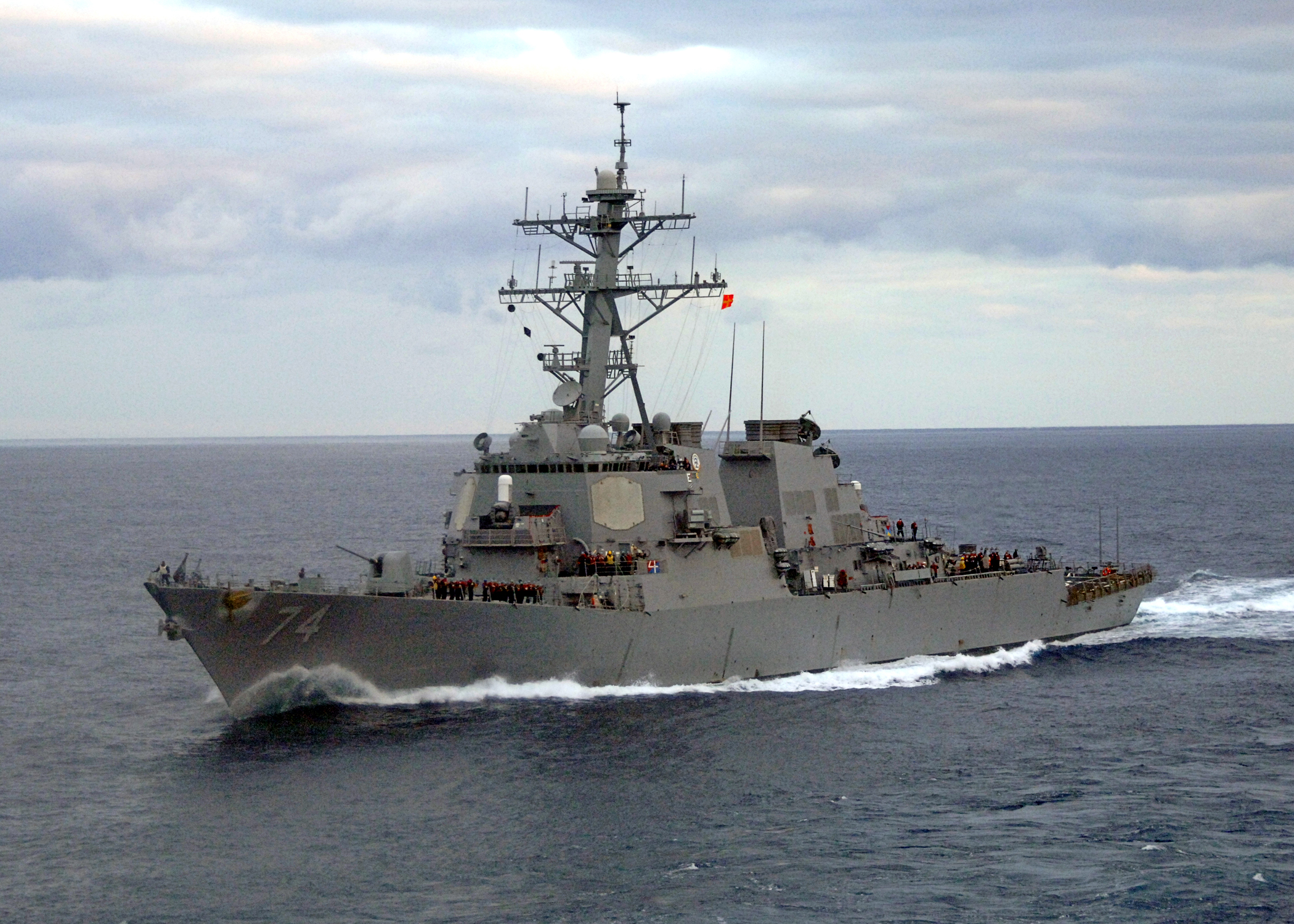
USS McFaul (DDG-74).

Déploiement du 2 janvier 2010 au 28 juillet 2010,:
- USS Dwight D. Eisenhower (CVN-69), navire-amiral
- Carrier Air Wing Seven (CVW-7)
- USS Hue City (CG-66)
- USS McFaul (DDG-74)
- USS Carney (DDG-64)
- USS Faragut (DDG-99)

### 2023
L'Eisenhower est envoyé en Méditerranée orientale, rejoignant l'USS Gerald R. Ford, lui-même déployé le 8 octobre après l'attaque massive du Hamas sur le territoire israélien.
Le déploiement de l'Eisenhower étant déjà prévu, cela n'a aucun rapport lié au conflit entre Israël et le Hamas. Toutefois, il reste à disposition en cas de besoins liés au conflit.